# McLoud
McLoud és un poble dels Estats Units a l'estat d'Oklahoma. Segons el cens del 2000 tenia 3.548 habitants.

## Demografia
Segons el cens del 2000, McLoud tenia 3.548 habitants, 988 habitatges i 763 famílies. La densitat de població era de 74,7 habitants per km².
Dels 988 habitatges en un 36,2% hi vivien nens de menys de 18 anys, en un 60% hi vivien parelles casades, en un 13,2% dones solteres, i en un 22,7% no eren unitats familiars. En el 20,7% dels habitatges hi vivien persones soles el 9% de les quals corresponia a persones de 65 anys o més que vivien soles. El nombre mitjà de persones vivint en cada habitatge era de 2,68 i el nombre mitjà de persones que vivien en cada família era de 3,09.
Per edats la població es repartia de la següent manera: un 21,5% tenia menys de 18 anys, un 9,5% entre 18 i 24, un 38,7% entre 25 i 44, un 19,9% de 45 a 60 i un 10,4% 65 anys o més.
La mitjana d'edat era de 35 anys. Per cada 100 dones de 18 o més anys hi havia 49 homes.
La renda mediana per habitatge era de 32.475 $ i la renda mediana per família de 37.138 $. Els homes tenien una renda mediana de 30.431 $ mentre que les dones de 20.667 $. La renda per capita de la població era de 12.774 $. Entorn de l'11,6% de les famílies i el 13,4% de la població estaven per davall del llindar de pobresa.

## Poblacions més properes
El següent diagrama mostra les poblacions més properes.